# Jekaterina Ilina
Jekaterina Fjodorovna Ilina  (ryska: Екатерина Фёдоровна Ильина), född 7 mars 1991 i Toljatti, är en rysk handbollsspelare, mittnia.

## Karriär

### Klubblagsspel
Ilina spelade till 2009  för ryska föreningen GK Lada  i hemstaden Toljatti  och bytte sedan klubb till Kuban Krasnodar. Efter 4 säsonger för Kuban återvände hon 2013 till GK Lada.  2014 vann hon med Lada  EHF-cupen. 2014 bytte hon åter klubb till Rostov-Don. Med Rostov-Don vann hon 2015, 2017 och 2018 det ryska mästerskapet, 2015 den ryska cupen och 2017 EHF-cupen. Efter att  ha gjort ett års speluppehåll återkom Ilina  säsongen 2019-2020 i återstartade klubben CSKA Moskva.

### Landslagsspel
Ilina  spelade för det ryska landslaget 2012 till 2016. Hon spelade för Ryssland EM 2012, EM 2014 och inte minst i OS 2016 i Rio de Janeiro där hon var med i det ryska guldlaget. I OS 2020 i Tokyo var hon med och tog silver.